# ウィリー・カーソン
ウィリアム・フィッシャー・ハンター・カーソン OBE （ William Fisher Hunter Carson OBE 、1942年11月16日 - ）は、サラブレッド競馬の元騎手である。スコットランド、スターリング生まれ。
“ウィリー”（Willie）として有名なカーソンは、1957年ノースヨークシャーのタプギルのジェラルド・アームストロング（Gerald Armstrong）大佐の厩舎で見習い騎手となった。イギリスでの初勝利は1962年7月19日、キャタリッジブリッジ競馬場の7ハロンの見習い騎手ハンデキャップ競走で騎乗したピンカーポンド（Pinker's Pond）で迎えた。
その後5回イギリスのチャンピオンジョッキーとなり（1972、1973、1978、1980と1983年）、イギリスのクラシックレースに17勝、23シーズンで100勝以上を挙げ、通算3,828勝は英国で第4位だった。
騎手としてのウィリー・カーソンの最高のシーズンは1990年で、6月のニューカッスル競馬場での一日6勝を含む187の勝鞍を挙げた。20世紀にこの1日6勝という離れ技を達成した騎手は4人だけ。
カーソンは自身の4回のダービーステークス制覇のうち、頭の3頭の調教師であったディック・ハーン（Dick Hern）少佐と長く提携した。カーソンの身長は5フィート（約152cm）。そして騎乗のため7ストーン10ポンド（約49kg）に体重を調整、維持をするのは容易だったようだ。1996年に54歳で引退するまで騎手として引っ張りだこだった。
1980年に、彼はサイレンセスター近郊アンプニークルシスのミンスターハウス・スタッド（Minster House Stud）を買収し、彼と妻エレイン（Elaine）でそれを最新設備の牧畜施設へと発展させた。彼と妻には、アンソニー（Anthony）、ニール（Neil）、ロス（Ross）という三人の息子がいる。
1983年、ウィリー・カーソンは競馬に対する働きにより大英帝国勲章叙勲者となった。
1982～83年、カーソンは "A Question of Sport" のチームキャプテンの一人としてビル・ボーモント（Bill Beaumont）と共演した。カーソンは現在 BBC 競馬中継にクレア・ボールディング Clare Balding と共に出演している。
彼は2001年から、ベストホールディングス SGPS S.A によるクラブ買収後ジム・リトル（Jim Little）に替わる2007年8月まで、スウィンドン・タウンFCの会長だった。

## 大レースの勝鞍

### イギリス
- 1000ギニー - (2) - Salsabil (1990), Shadayid (1991)
- 2000ギニー - (4) - High Top (1972), Known Fact (1980), Don't Forget Me (1987), Nashwan (1989)
- インターナショナルステークス - (3) - Relkino (1977), Troy (1979), Shady Heights (1988)
- エクリプスステークス - (3) - Ela-Mana-Mou (1980), Nashwan (1989), Elmaamul (1990)
- オークス - (4) - Dunfermline (1977), Bireme (1980), Sun Princess (1983), Salsabil (1990)
- キングジョージ6世&クイーンエリザベスステークス - (4) - Troy (1979), Ela-Mana-Mou (1980), Petoski (1985), Nashwan (1989)
- クイーンアンステークス - (1) - Lahib (1992)
- クイーンエリザベス2世ステークス - (8) - Rose Bowl (1975 & 1976), Trusted (1977), Homing (1978), Known Fact (1980), Teleprompter (1984), Lahib (1992), Bahri (1995)
- コークアンドオラリーステークス（ゴールデンジュビリーステークス） - (5) - Parsimony (1972), Swingtime (1975), Dafayna (1985), Danehill (1989), Atraf (1996)
- ゴールドカップ - (3) - Little Wolf (1983), Longboat (1986), Sadeem (1989)
- サセックスステークス - (1) - Distant Relative (1990)
- サンチャリオットステークス - (4) - Duboff (1975), Dusty Dollar (1986), Ristna (1991), Talented (1993)
- ジュライカップ - (2) - Habibti (1983), Hamas (1993)
- スプリントカップ - (3) - Boldboy (1977), Habibti (1983), Dayjur (1990)
- セントジェームスパレスステークス - (2) - Marju (1991), Bahri (1995)
- セントレジャー - (3) - Dunfermline (1977), Sun Princess (1983), Minster Son (1988)
- ダービーステークス - (4) - Troy (1979), Henbit (1980), Nashwan (1989), Erhaab (1994)
- チャンピオンステークス - (1) - Rose Bowl (1975)
- デューハーストステークス - (3) - Prince of Dance (1988, dead heat), Dr. Devious (1991), Alhaarth (1995)
- ナッソーステークス - (1) - Cistus (1978)
- ナンソープステークス - (3) - Bay Express (1975), Habibti (1983), Dayjur (1990)
- ファルマスステークス - (2) - Cistus (1978), Rose Above (1979)
- フィリーズマイル - (2) - Quick As Lightning (1979), Aqaarid (1994)
- プリンスオブウェールズステークス - (4) - Ela-Mana-Mou (1980), Morcon (1984), Muhtarram (1994 & 1995)
- ミドルパークステークス - (4) - Sharpen Up (1971), Known Fact (1979), Rodrigo de Triano (1991), Fard (1994)
- ヨークシャーオークス - (5) - Dibidale (1974), Sun Princess (1983), Circus Plume (1984), Roseate Tern (1989), Hellenic (1990)
- レーシングポストトロフィー - (3) - High Top (1971), Emmson (1987), Al Hareb (1988)
- ロッキンジステークス - (2) - Relkino (1977), Wassl (1984, dead heat)

### アイルランド
- アイリッシュ1000ギニー - (2) - Mehthaaf (1994), Matiya (1996)
- アイリッシュ2000ギニー - (1) - Don't Forget Me (1987)
- アイリッシュオークス - (4) - Dibidale (1974), Shoot A Line (1980), Swiftfoot (1982), Helen Street (1985)
- アイリッシュセントレジャー - (1) - Niniski (1979)
- アイリッシュダービー - (2) - Troy (1979), Salsabil (1990)
- アイリッシュチャンピオンステークス - (2) - Elmaamul (1990), Muhtarram (1993)
- タタソールズゴールドカップ - (1) - Fair of the Furze (1986)
- アイルランドメイトロンステークス - (1) - Llyn Gwynant (1988)

### フランス
- アベイ・ド・ロンシャン賞 - (2) - Habibti (1983), Dayjur (1990)
- ヴェルメイユ賞 - (1) - Salsabil (1990)
- オペラ賞 - (2) - Cistus (1978), Dione (1982)
- サラマンドル賞 - (1) - Deep Roots (1982, dead heat)
- ジョッケクルブ賞 - (1) - Policeman (1980)
- ディアヌ賞 - (1) - Rafha (1990)
- プール・デッセ・デ・プーリッシュ - (1) - Ta Rib (1996)
- フォレ賞 - (2) - Roan Star (1975), Salse (1988)
- マルセルブサック賞 - (3) - Ashayer (1987), Salsabil (1989), Shadayid (1990)
- モルニー賞 - (1) - Deep Roots (1982)
- ロワイヤルオーク賞 - (1) - Niniski (1979)

### ドイツ
- オイロパ賞 - (1) - Prince Ippi (1972)
- バーデン大賞 - (1) - Sharper (1976)
- バイエルンツフトレネン（ダルマイヤー大賞） - (2) - Highland Chieftain (1986), Shady Heights (1988)
- ベルリン大賞（ドイツ賞） - (1) - First Lord (1978)

### イタリア
- オークスドイタリア - (1) - Miss Gris (1985)
- イタリア共和国大統領賞 - (3) - Jalmood (1983), Alwuhush (1989), Muhtarram (1994)
- ヴィットーリオ・ディ・カープア賞 - (2) - Alhijaz (1992 & 1993)
- デルビーイタリアーノ - (1) - Tommy Way (1986)
- パリオーリ賞 - (1) - Alhijaz (1992)
- ミラノ大賞 - (2) - Tommy Way (1986), Alwuhush (1989)
- リディアテシオ賞 - (1) - Oumaldaaya (1992)
- ローマ賞 - (2) - High Hawk (1983), Highland Chieftain (1989)